# Kjuge
Kjuge is een plaats in de gemeente Kristianstad in het Zweedse landschap Skåne en de provincie Skåne län. De plaats heeft 51 inwoners (2005) en een oppervlakte van 11 hectare.
De plaats ligt op een landengte tussen de meren Ivösjön en Oppmannasjön. Het natuurreservaat Kjugekul ligt ten oosten van de plaats, tussen de plaats en het meer Ivösjön.